# Stanley Peak (Ball Range)
Lo Stanley Peak è una montagna alta 3155 metri appartenente alla catena montuosa Ball Range nelle Montagne Rocciose Canadesi e situata nella sezione nord-orientale del Parco nazionale di Kootenay, nella provincia della Columbia Britannica, Canada.

## Descrizione
La montagna fu intitolata nel 1901 dal suo primo scalatore, l'esploratore inglese Edward Whymper, a Frederick Stanley, XVI conte di Derby, il sesto governatore generale del Canada. Esistono altre fonti secondo le quali la montagna sarebbe stata intitolata nel 1912 a Stanley H. Mitchell, segretario-tesoriere del Club Alpino Canadese.

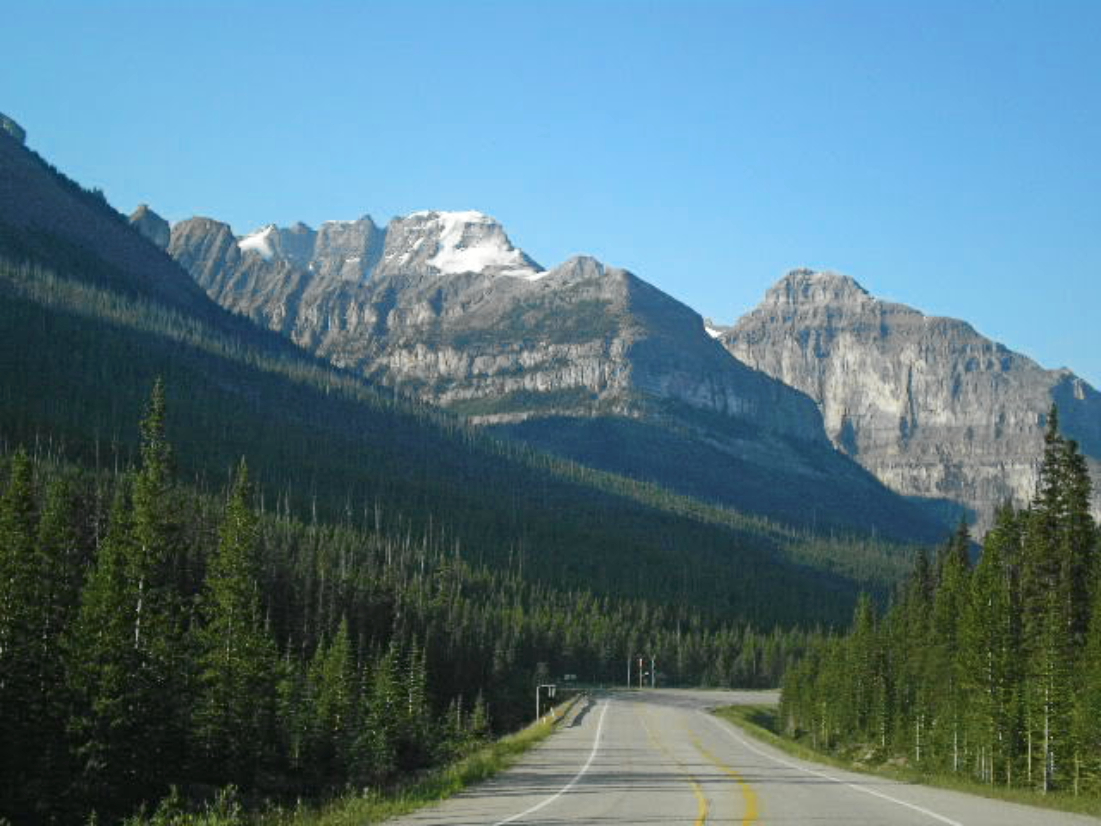
La BC Highway 93 presso Vermilion Pass con lo Stanley Peak.

Il picco è visibile dalla Trans-Canada Highway e dalla Highway 93. Il ghiacciaio Stanley sul versante nord-orientale della montagna può essere osservato da vicino seguendo un percorso escursionistico attraverso una vallata tra lo Stanley Peak e un lembo meridionale della Storm Mountain.
Lo Stanley Peak può essere scalato con un percorso di scrambling (termine anglosassone che indica un'attività al confine tra l'escursionismo avanzato e l'apinismo vero e proprio) in tarda estate ma occorre impegnarsi nella ricerca di un percorso tra le numerpse sporgenze many ledges e canaloni sul versante nord. I percorsi di scalata (UIAA III) viaggiano tra il versante Nord e il versante Sud.

## Altri picchi in Columbia Britannica
Ci sono altri due picchi in Columbia Britannica denominati Stanley Peak. Uno è alto 2935 m, situato nel Distretto regionale di Squamish-Lillooet, a 24 km a Nor-Ovest delle Keyhole Falls e a 62 km ad Ovest di Gold Bridge. L'altro è alto 2030, nella Regione di Stikine a 90 km a Nord-Ovest di Skagway in Alaska.